# Mammuthus lamarmorai
Mammuthus lamarmorae — вимерлий викопний карликовий мамут, що був розповсюджений на острові Сардинія, у середньому та верхньому плейстоцені (450 000 — 40 000 років тому), висоти плеча досягала лише 1,4 м і важив близько 550 кг, кістки мамута були знайдені переважно у дрібнозернистих відкладеннях західної частини острова. Найімовірніше походить від Mammuthus trogontherii, утворився в результаті дії острівної карликовості.
Є представником мамонтів з парафілетичної групи карликових слонів, що мешкали на островах Середземномор'я, поряд з Mammuthus creticus.

## Науковий опис
Вперше M. lamarmorae науково описаний в 1883 році британським та швейцарським палеонтологом Форсайтом Мейджором. Форсайт у своїй роботі не опублікував зображень тварини, проте відзначив схожість із Mammuthus meridionalis. Викопні залишки з кар'єру Фунтана-Моріменту до цього дня знаходяться в Музеї природної історії Базеля, де Форсайт особисто вивчав їх. З середини XX століття на основі нових знахідок зубів цей вид хоботного був переміщений у рід Mammuthus. У 2012 році відповідно до Міжнародного кодексу зоологічної номенклатури назва Mammuthus lamarmorae стала валідною. Видова назва була дана на честь сардинського генерала та натураліста Альберто Ла Мармори (1789—1863), який брав участь у дослідженні залишків із Фунтана-Моріменту.

## Характеристика
M. lamarmorae відомий за численними залишками черепа, зубів та інших частин кістяка.
Попри велику кількість матеріалу, повний скелет невідомий. Досягав у висоту у плечах 1,4 м та ваги 550 кг. Задній моляр 13 см завдовжки, 6,9 см завширшки, з 11 гребенями на емалі. Плечова кістка завдовжки 45 см. Діаметр бивнів досягав 3,5 см. Маленький розмір мамонта був наслідком острівної карликовості: спочатку великі предки досягли Сардинії та в умовах ізоляції від материка, обмеженості у харчових ресурсах, відсутності хижаків зменшилися у розмірах.

## Знахідки
Більшість знахідок M. lamarmorae було зроблено на західному узбережжі та західній частині острова, в основному це розрізнені залишки, проте були виявлені цілі частини кістяка. Найважливішим місцем знахідок є кар'єр Фунтана-Моріменту на південний захід від комуни Гоннеза в долині річки Ріо —Морімент, відкритий ще наприкінці XIX століття. Ці скам'янілості належать до розрізу Фунтана-Моріменту, що складається з еолових осадових порід, розташованих нижче шару пластів гірських осадових порід (Тірренський конгломерат). Тірренський конгломерат широко поширений по всьому західному узбережжю Сардинії й відносяться до еємського інтергляціалу (126—115 тис. років тому). Скам'янілості містять хребці, повну стопу, майже повну кисть, плечову та ліктьову кістки, бивні. Моляр із Сан-Джиовані-ді-Сініс поблизу міста Ористано знайдений у шарах, що передують еємському інтергляціалу. Найбільший моляр відомий з Кампу-Джіавес поблизу Сассарі.
Знахідки біля міста Альгеро це бивень 48 см, і можливо з верхнього плейстоцену, безліч зубів з Тримаригліо і походять з вивітрених порід вище тірренського конгломерату.

## Філогенія
Поява M. lamarmorae наприкінці середнього плейстоцену (450 тис. років тому) свідчить про малу ймовірність його походження від Mammuthus primigenius, оскільки останній потрапив до Європи лише в пізньому плейстоцені. Найімовірнішим предком карликового мамонта є Mammuthus trogontherii, який жив на континенті на той час. На користь цієї гіпотези говорить конструкція молярів: у M. trogontherii й M. lamarmorae архаїчна конструкція — 11 гребенів на емалі, тоді як у M. primigenius їх 26. Колонізація Сардинії M. trogontherii почалася приблизно на початку або в середині середнього плейстоцену. Ймовірно міграція відбувалася в періоди льодовикових максимумів, коли рівень моря був набагато нижчим і тварини могли діставатися острова вплав. Поки що незрозуміло, чи відбувалася міграція однією хвилею, чи кількома. На користь другого припущення говорять знахідка великого зуба з Кампу-Джіавес і багатохвильовий характер розселення карликових форм роду Palaeoloxodon на Сицилії і Мальті.